# Конституция на Черна гора
Сегашната Конституция на Черна гора е ратифицирана и приета от парламента на Черна гора на 19 октомври 2007 година, на извънредно заседание, от постиганато мнозинство от две трети от гласовете. Официално е обявена за Конституцията на Черна гора на 22 октомври 2007 година.
Тази конституция заменя Конституцията от 1992 година.

## Структура
Конституцията на Черна гора е съставена от 158 члена, поделени на 8 раздела:
1. Общи разпоредби
2. Граждански права и свободи
3. Планиране
4. Икономическо планиране
5. Реда и законността
6. Конституционен съд на Черна гора
7. Промени в Конституцията
8. Преходни и заключителни разпоредби